# Dougherty (Iowa)
|  | Dieser Artikel wurde aufgrund von inhaltlichen Mängeln auf der Qualitätssicherungsseite des Projektes USA eingetragen. Hilf mit, die Qualität dieses Artikels auf ein akzeptables Niveau zu bringen, und beteilige dich an der Diskussion! Eine nähere Beschreibung der zu behebenden Mängel fehlt. |

Dougherty ist ein Dorf im Cerro Gordo County im Norden des US-Bundesstaates Iowa. Dougherty hat eine Fläche von 1,4 km². Die Bevölkerungsdichte liegt bei 44 Einwohnern pro km². Das U.S. Census Bureau hat bei der Volkszählung 2020 eine Einwohnerzahl von 62 ermittelt.

## Persönlichkeiten
- Hugh Wade (* 1901 in Dougherty/Iowa; † 1995 in Juneau/Alaska), Politiker, Vizegouverneur des Bundesstaates Alaska